# Transformers 3 (videogioco)
Transformers 3 (Transformers: Dark of the Moon) è un videogioco multipiattaforma sviluppato da High Moon Studios uscito in Europa il 24 giugno 2011, ispirato al film Transformers 3 di Michael Bay. La trama varia a seconda della console.

## Trama

### PS3 / Xbox 360
La campagna (piccolo prequel del terzo film) è divisa in sette capitoli: quattro degli Autobot e tre dei Decepticon.
Capitolo 1: Bumblebee viene inviato in un villaggio Sovietico abbandonato in Sudamerica poiché Optimus ha ragione di credere che i Decepticon stiano monitorando le loro comunicazioni. Grazie ad un virus informatico di Wheeljack si scoprirà che Prime aveva ragione e di conseguenza per aver scoperto i suoi piani, Soundwave invierà un'intera armata contro Bumblebee! Per fortuna Optimus e Sideswipe arrivano appena in tempo ed i tre Autobot insieme risolvono la situazione eliminando tutti i nemici.
Capitolo 2: Grazie al virus di Wheeljack, i militari umani e gli Autobot, riescono a scovare e ad eliminare numerosi criminali di guerra Decepticon in tutto il mondo, tuttavia alcuni di essi (ovvero Megatron, Soundwave, Starscream e Mixmaster) si stanno ancora nascondendo e come se non bastasse, giunge una richiesta d'aiuto da Detroit, infatti i Decepticon hanno invaso la città. Optimus decide di mandare allora Ironhide e Ratchet in aiuto alle forze N.E.S.T in modo che possano liberare la città. A metà missione si scoprirà che il responsabile dell'invasione è Mixmaster il quale riuscirà a ferire Ratchet, ma alla fine il grosso Constructicon verrà ucciso da Ironhide grazie a due nuove armi create da Wheeljack per sostituire i cannoni persi dallo stesso Ironhide nella battaglia d'Egitto del 2009.
Capitolo 3: Questa sarà l'unica missione stealth del gioco poiché Mirage deve incontrare Bumblebee ed insieme andare ad investigare sulla misteriosa sparizione di Sideswipe (il quale a sua volta stava indagando su un segnale sconosciuto nei pressi di un tempio Maya in Centro America) 23 ore prima. Mentre Mirage viaggia in forma veicolare, arriva d'improvviso Starscream il quale scaraventa l'Autobot contro un ponte (sopra un burrone). Credendolo morto, Starscream se ne va. In realtà Mirage è sopravvissuto ma la caduta ha danneggiato le sue armi da fuoco rendendole inutilizzabili, inoltre lo stesso Autobot ha subìto pesanti danni interni e deve ancora incontrare Bumblebee (qui inizierà la parte furtiva del capitolo). Mirage recupererà in seguito delle armi da fuoco da un elicottero militare (abbattuto dai Decepticon) e riuscirà a salvare Bumblebee da uno scontro impari tra quest'ultimo e un grosso nemico. I due Autobot scopriranno poi in seguito che nel tempio Maya ci sono antichi geroglifici Cybertroniani, poiché quest'ultimi avevano scoperto un'antica rampa di lancio Decepticon (risalente all'epoca di The Fallen) costruita in quella zona molto tempo prima (tutto questo spiegato da Sideswipe dopo che viene salvato da Mirage e Bee). Poco prima del salvataggio dell'Autobot, sarà necessario eliminare Enforcer, un soldato al servizio di un gruppo di bestiali Decepticon noti come "The Dreads". Alla fine bisognerà fermare Starscream prima che lanci una nave Decepticon carica d'armi e rifornimenti dal tempio. Mirage con l'aiuto degli altri riuscirà a sconfiggere Starscream ma il lancio ormai è iniziato.........
Capitolo 4: Dopo il lancio della nave (in realtà un diversivo per depistare gli Autobot) Megatron ordina a Soundwave di andare sulla Terra in un'isola dell'Oceano Pacifico che un tempo apparteneva al Settore 7, dato che negli archivi dell'ex base si trovano dei dati compromettenti sui loro piani segreti, infatti l'obiettivo di Soundwave è di cancellare i dati e di distruggere la struttura. In seguito il Decepticon scoprirà che la base si trova vicino ad un vulcano ed è stata riutilizzata dagli umani e Autobot come laboratorio militare dove lavora Wheeljack. Grazie a Laserbeak, il Minicon di Soundwave, quest'ultimo elude la sorveglianza entrando nella base ed entrambi apprendono inoltre che Wheeljack unendo le conoscenze umane con le sue, è riuscito a creare un nuovo armamento: il Mech Tech (detto anche Cyber Tech). Soundwave innesca un'esplosione all'interno della struttura e riesce a fuggire con Laserbeak appena prima che vada tutto in fiamme dato che l'onda d'urto ha generato un'eruzione vulcanica.
Capitolo 5: Megatron informa Starscream del successo di Soundwave nella missione precedente, tuttavia c'è ancora un carico di Mech Tech diretto da una base dell'Himalaya ad un'altra in America ed ordina a Starscream stesso di intercettare la spedizione e distruggere il carico. Starscream arriva tra i monti e dopo essersi liberato da una trappola, insegue il gigantesco Autobot Stratosphere il quale, trasformato in un C-17, trasporta lui stesso il Mech Tech. Dopo una dura battaglia Starscream abbatte Stratosphere, ma prima che l'Autobot cada, riesce a recuperare (ignorando l'ordine di distruggere tutto il carico) un pezzo della Cyber Tech.
Capitolo 6: Nel nascondiglio di Megatron in Siberia, in una vecchia base dell'URSS Soundwave inizia i preparativi finali per scongelare un potente alleato del leader dei Decepticon: Shockwave (il quale era arrivato sulla terra tempo prima ma rimase congelato in siberia così i Russi lo hanno studiato a lungo per poi abbandonarlo dopo l'incidente avvenuto in Ucraina nel 1986). Poco dopo arriva Starscream e rivela a Megatron di aver sottratto un pezzo del Mech Tech per farlo studiare a Soundwave; Megatron esamina l'oggetto ma subito dopo picchia Starscream e tenta di ucciderlo perché ha scoperto che in realtà il congegno è un segnalatore di posizione e di conseguenza l'intera Cyber Tech era un bluff per arrivare alla base dei Decepticon. D'improvviso il covo viene assaltato dalle forze Autobot ed umane. Megatron risparmia la vita al suo infido alleato ed ordina ai Decepticon di respingere l'assalto mentre lui stesso cercherà di andare al terminale per liberare Shockwave. Durante la strada Megatron (il quale non può trasformarsi per le mutilazioni subite al suo corpo in Transformers 2) affronterà brevemente Ironhide (perdendo), combatterà alcuni umani e riuscirà, grazie ad alcuni aggiornamenti, ad assimilare una nuova forma veicolare. Poco prima di arrivare al terminale riuscirà anche ad eliminare il massiccio Autobot Warpath. Una volta arrivato al suo obbiettivo Soundwave rivela a Megatron che per liberare Shockwave bisogna anche distruggere due congegni che controllano il liquido di raffreddamento e solo in un secondo momento usare il terminale. Soundwave avverte il suo capo anche di stare attento alla temperatura perché distruggendo i congegni avrà poco tempo per uscire dalle stanze ed arrivare ai terminali prima di rimanere lui stesso congelato. Una volta completato l'obbiettivo arriverà Optimus e per proseguire bisognerà sconfiggerlo utilizzando il liquido criogenico (dato che Prime usa uno scudo che può essere indebolito solo col freddo). Dopo aver sconfitto Optimus, Megatron anziché eliminare il suo nemico, lo getterà nella camera criogenica di Shockwave!
Capitolo 7: Mentre Ratchet ed Ironhide si chiedono che fine abbia fatto il loro capo, Megatron fugge giurando che lui e gli Autobot si rivedranno presto. Contemporaneamente Optimus si risveglia nella camera criogenica e vede Shockwave ed il suo colossale Insecticon Driller in procinto di liberarsi. Ratchet cerca allora di attivare delle capsule di raffreddamento da distanza remota ma purtroppo è tutto inutile, i nemici ormai sono liberi! Durante la missione si affronterà prima un braccio di Driller, poi Shockwave, di nuovo Driller ed infine ancora una volta Shockwave con l'aiuto di alcuni soldati Autobot (i quali periranno nel loro intento di fermare il brutale scienziato/guerriero). Alla fine quando il jetpack di Optimus si é caricato abbastanza (con i frammenti di energon ottenuti nello scontro), quest'ultimo si potenzia e mette alle strette Shockwave, ma il Decepticon viene salvato da Driller, ed i due se ne vanno. Optimus é contento di questa vittoria temporanea e giura che non avrà pace finché Megatron e tutti i suoi soldati non la pagheranno per aver mietuto così tante vite sia umane che Autobot.
Epilogo: In Namibia, Africa, Megatron e gli altri Decepticon incontrano Shockwave ed il malvagio leader ordina a quest'ultimo di recuperare un oggetto dalla centrale di Černobyl' affermando che Optimus si illude di aver portato un colpo letale ai suoi piani, ma in realtà la vera battaglia deve ancora incominciare......

### Nintendo DS
Al contrario della versione per PS3 e XBOX 360, per il Nintendo DS ci sono due campagne per fazione, in due giochi separati. La trama è uguale a quella delle console sopra citate con l'aggiunta di altri personaggi per entrambe le fazioni (inoltre le trame dei due giochi del DS, sono uguali tra loro solo nel capitolo finale ma non nelle altre missioni).

### Nintendo 3DS / Wii
In questa versione, si devono utilizzare personaggi sia Autobot che Decepticon solo nella loro modalità stealth veicolare (ovvero la capacità di muoversi a 360° in forma veicolo ed utilizzare armi da fuoco) senza trasformarsi in robot. Questo gioco ha una trama a sé diversa dalle altre ma rimane sempre un prequel del terzo film.

### BlackBarry/iOS/Symbian
Questo è l'unica versione che segue in modo lineare gli eventi del terzo film, caratterizzata dal solo utilizzo di tre Autobot e dalla presenza di soli due umani (Sam Witwicky e il tenente colonnello William Lennox).

## Modalità di gioco
I doppiatori, i dialoghi, le trasformazioni e il movimento delle armi della versione per PS3 ed XBOX 360 sono praticamente le stesse del videogioco Transformers: War for Cybertron.

## Personaggi
Autobot:
- Optimus Prime (giocabile)
- Bumblebee (giocabile)
- Ratchet (solo Multiplayer nella versione per PS3 ed XBOX 360, non utilizzabile nella versione per DS)
- Ironhide (giocabile, non utilizzabile su iOS e gli altri sistemi per Smartphone)
- Sideswipe (solo Multiplayer nella versione per PS3 ed XBOX 360)
- Mirage (giocabile)
- Wheeljack (solo menzionato, a volte fornisce supporto via radio)
- Breakaway (solo Multiplayer nella versione per PS3 ed XBOX 360)
- Air Raid (non giocabile, solo nella versione per PS3 ed XBOX 360)
- Silverbolt (non giocabile, solo nella versione per PS3 ed XBOX 360)
- Warpath (solo Multiplayer nella versione per PS3 ed XBOX 360)
- Stratosphere (non giocabile, solo nella versione per PS3 ed XBOX 360)
- Sentinel Prime (utilizzabile solo su iOS e gli altri sistemi per Smartphone)

Decepticon:
- Megatron (giocabile)
- Soundwave (giocabile)
- Mixmaster (non giocabile solo nella versione per PS3 ed XBOX 360)
- Crowbar (usabile solo su Nintendo DS)
- Enforcer (solo Multiplayer nella versione per PS3 ed XBOX 360)
- Hatchet (solo menzionato)
- Starscream (giocabile, non utilizzabile nella versione per DS)
- Shockwave (solo Multiplayer nella versione per PS3 ed XBOX 360)
- Driller (non giocabile, solo nella versione per PS3 ed XBOX 360)
- Laserbeak (giocabile solo nella versione per PS3 ed XBOX 360)
- Lockdown (giocabile solo nella versione per Wii, 3DS e DS)
- Sentinel Prime (utilizzabile solo su iOS e gli altri sistemi per Smartphone)

## Accoglienza
La versione per PS3 ed XBOX 360 ha ricevuto critiche miste: positive per quanto riguarda i personaggi, la trama ed il doppiaggio ma anche negative per combattimenti monotoni e scarsità di interazione tra i personaggi.
La versione DS ha raccolto un gran numero di recensioni che spaziano da mediocri a negative. In particolar modo la rigidità dei comandi dei personaggi, la scarsità d'azione, sparatorie continue e difficoltà nel far sopravvivere il personaggio giocabile dai proiettili nemici; Nintendo World Report ha dato un punteggio di 3,5 su 10 definendo il doppiaggio la sola parte migliore del gioco.
L'app di Transformers 3 per iOS e gli altri sistemi, ha ricevuto una recensione tiepida ma per motivi ignoti è stata rimossa dal Play Store.
La versione per 3DS e Wii è stata quella che più ha ricevuto critiche feroci e negative per la qualità di doppiaggio, grafica e l'impossibilità di trasformarsi.
La rivista Play Generation diede alla versione per PlayStation 3 un punteggio di 61/100, trovandolo un gioco d'azione banale, ripetitivo e piuttosto breve che sarebbe piaciuto esclusivamente ai fan dei Transformers meno esigenti.